# Gauri Bazar
Gauri Bazar é uma cidade e uma nagar panchayat no distrito de Deoria, no estado indiano de Uttar Pradesh.

## Demografia
Segundo o censo de 2001, Gauri Bazar tinha uma população de 6224 habitantes. Os indivíduos do sexo masculino constituem 54% da população e os do sexo feminino 46%. Gauri Bazar tem uma taxa de literacia de 62%, superior à média nacional de 59.5%: a literacia no sexo masculino é de 67% e no sexo feminino é de 56%. Em Gauri Bazar, 11% da população está abaixo dos 6 anos de idade.